# تمثیل و محاضره
کتاب تمثیل و محاضره (به عربی: التمثیل والمحاضرة) یکی از آثارِ مهمِ ابی منصور عبدالملک ثعالبی نیشابوری است
که به زبان عربی نوشته شده و موضوع آن ضرب‌المثل‌های عربی است.
این اثر از شاهکارهای وی به شمار می‌رود. او این کتاب را در چهار فصل نوشته و به قابوس بن وشمگیر هدیه کرده‌است.